# Fußball-Verbandsliga Schleswig-Holstein 1981/82
Die Verbandsliga Schleswig-Holstein wurde zur Saison 1981/82 das 35. Mal ausgetragen und bildete den Unterbau der drittklassigen Oberliga Nord. Die beiden erstplatzierten Mannschaften durften an der Aufstiegsrunde zur Oberliga Nord teilnehmen. Die Mannschaften auf den beiden letzten Plätzen mussten in die Landesliga absteigen.

## Vereine
Im Vergleich zur Saison 1980/81 veränderte sich die Zusammensetzung der Liga folgendermaßen: Keine Mannschaft war in die Oberliga Nord auf-, während der Itzehoer SV nach 16 Jahren aus der Oberliga Nord wieder abgestiegen war. Die drei Absteiger hatten die Verbandsliga verlassen und wurden durch die beiden Aufsteiger TSV Rot-Weiß Niebüll (Wiederaufstieg nach 33 Jahren) und VfL Oldesloe (Wiederaufstieg nach neun Jahren) ersetzt.
| Verein                   | Stadt               | Kreis                 | Qualifikation                      |
| ------------------------ | ------------------- | --------------------- | ---------------------------------- |
| Itzehoer SV              | Itzehoe             | Steinburg             | Absteiger aus der Oberliga Nord    |
| Eutin 08                 | Eutin               | Ostholstein           | Meister 1980/81                    |
| Heider SV                | Heide               | Dithmarschen          | 2. Platz 1980/81                   |
| TSV Nord Harrislee       | Harrislee           | Schleswig-Flensburg   | 3. Platz 1980/81                   |
| VfR Neumünster           | Neumünster          |                       | 4. Platz 1980/81                   |
| BSC Brunsbüttel          | Brunsbüttel         | Dithmarschen          | 5. Platz 1980/81                   |
| Schleswig 06             | Schleswig           | Schleswig-Flensburg   | 6. Platz 1980/81                   |
| Rendsburger TSV          | Rendsburg           | Rendsburg-Eckernförde | 7. Platz 1980/81                   |
| NTSV Strand 08           | Timmendorfer Strand | Ostholstein           | 8. Platz 1980/81                   |
| Eckernförder SV          | Eckernförde         | Rendsburg-Eckernförde | 9. Platz 1980/81                   |
| 1. FC Phönix Lübeck      | Lübeck              |                       | 10. Platz 1980/81                  |
| Blau-Weiß Friedrichstadt | Friedrichstadt      | Nordfriesland         | 11. Platz 1980/81                  |
| TSV Westerland           | Westerland          | Nordfriesland         | 12. Platz 1980/81                  |
| TSV Plön                 | Plön                | Plön                  | 13. Platz 1980/81                  |
| TSV Rot-Weiß Niebüll     | Niebüll             | Nordfriesland         | Aufsteiger aus der Landesliga Nord |
| VfL Oldesloe             | Bad Oldesloe        | Stormarn              | Aufsteiger aus der Landesliga Süd  |

## Saisonverlauf
Die Meisterschaft und Teilnahme an der Aufstiegsrunde sicherte sich Blau-Weiß Friedrichstadt. Als Zweitplatzierter durfte der BSC Brunsbüttel ebenfalls teilnehmen. Beide konnten sich in ihren Gruppen nicht durchsetzen und mussten sich dem TuS Hessisch Oldendorf bzw. dem TSR Olympia Wilhelmshaven geschlagen geben. Rot-Weiß Niebüll musste die Verbandsliga nach einer Saison wieder verlassen, der Rendsburger TSV nach 14 Spielzeiten.

### Tabelle
| Pl. | Verein                   | Sp. | S  | U  | N  | Tore    | Diff. | Punkte |
| --- | ------------------------ | --- | -- | -- | -- | ------- | ----- | ------ |
| 1.  | Blau-Weiß Friedrichstadt | 30  | 18 | 8  | 4  | 057:240 | +33   | 44:16  |
| 2.  | BSC Brunsbüttel          | 30  | 16 | 4  | 10 | 061:490 | +12   | 36:24  |
| 3.  | VfR Neumünster           | 30  | 15 | 6  | 9  | 040:330 | +7    | 36:24  |
| 4.  | Heider SV                | 30  | 13 | 9  | 8  | 032:250 | +7    | 35:25  |
| 5.  | NTSV Strand 08           | 30  | 12 | 10 | 8  | 061:370 | +24   | 34:26  |
| 6.  | TSV Plön                 | 30  | 14 | 6  | 10 | 056:510 | +5    | 34:26  |
| 7.  | Eutin 08 (M)             | 30  | 14 | 5  | 11 | 056:530 | +3    | 33:27  |
| 8.  | Itzehoer SV (A)          | 30  | 12 | 6  | 12 | 048:510 | −3    | 30:30  |
| 9.  | Eckernförder SV          | 30  | 12 | 6  | 12 | 043:480 | −5    | 30:30  |
| 10. | TSV Westerland           | 30  | 12 | 5  | 13 | 044:440 | ±0    | 29:31  |
| 11. | TSV Nord Harrislee       | 30  | 10 | 8  | 12 | 044:470 | −3    | 28:32  |
| 12. | Schleswig 06             | 30  | 10 | 6  | 14 | 047:440 | +3    | 26:34  |
| 13. | VfL Oldesloe (N)         | 30  | 10 | 6  | 14 | 029:560 | −27   | 26:34  |
| 14. | 1. FC Phönix Lübeck      | 30  | 8  | 7  | 15 | 034:530 | −19   | 23:37  |
| 15. | TSV Rot-Weiß Niebüll (N) | 30  | 7  | 7  | 16 | 036:490 | −13   | 21:39  |
| 16. | Rendsburger TSV          | 30  | 4  | 7  | 19 | 029:530 | −24   | 15:45  |

| (M) | Staffelsieger der Verbandsliga Schleswig-Holstein 1980/81 |
| (A) | Absteiger aus der Oberliga Nord 1980/81                   |
| (N) | Aufsteiger aus der Landesliga Schleswig-Holstein 1980/81  |